# Fiumicino
Fiumicino is een gemeente in de Italiaanse provincie Rome (regio Latium) en telt 56.602 inwoners (31-12-2004). De oppervlakte bedraagt 213,4 km², de bevolkingsdichtheid is 236,81 inwoners per km². Fiumicino is vooral bekend doordat de grootste luchthaven van Rome (Fiumicino Aeroporto) op zijn grondgebied ligt.
De volgende frazioni maken deel uit van de gemeente: Aranova, Castel di Guido, Focene, Fregene, Isola Sacra, Maccarese, Malagrotta, Pantano di Grano, Passoscuro, Torrimpietra, Palidoro, Testa di Lepre, Tragliata, Tragliatella.

## Demografie
Fiumicino telt ongeveer 23233 huishoudens. Het aantal inwoners steeg in de periode 1991-2001 met 22,2% volgens cijfers uit de tienjaarlijkse volkstellingen van ISTAT.
| Jaar | Inwoneraantal |
| ---- | ------------- |
| 1991 | 41.342        |
| 2001 | 50.535        |

## Geografie
De gemeente ligt op ongeveer 4 meter boven zeeniveau.
Fiumicino grenst aan de volgende gemeenten: Anguillara Sabazia, Cerveteri, Ladispoli, Rome.